# Orgilus zuluanus
Orgilus zuluanus är en stekelart som först beskrevs av Turner 1927.  Orgilus zuluanus ingår i släktet Orgilus och familjen bracksteklar. Inga underarter finns listade i Catalogue of Life.